# Дёрмошель
Дёрмошель (нем. Dörrmoschel) — община в Германии, в земле Рейнланд-Пфальц. 
Входит в состав района Доннерсберг. Подчиняется управлению Роккенхаузен.  Население составляет 132 человека (на 31 декабря 2010 года). Занимает площадь 2,88 км².
На выборах 2017 года большинство голосов получила Свободно-демократическая партия.